# Cerro Bayo

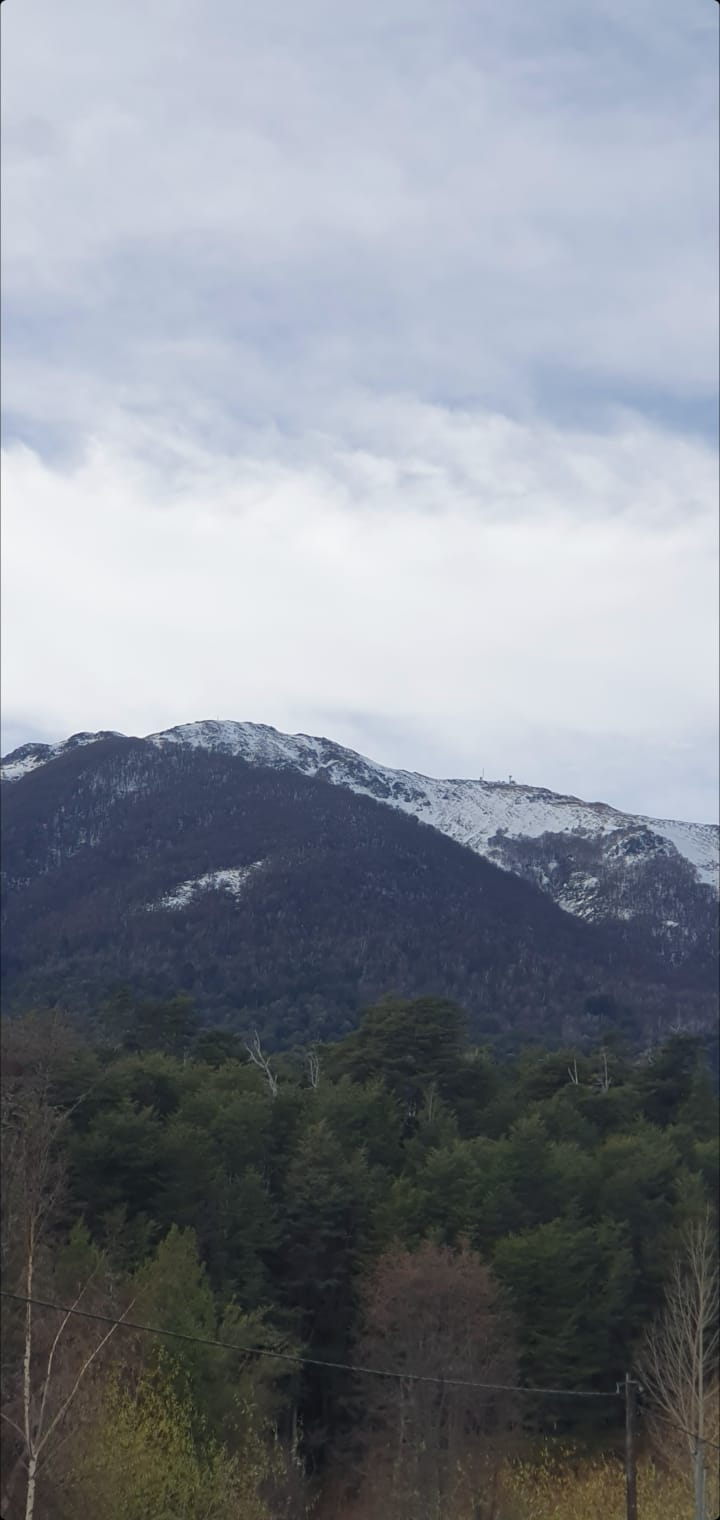
Lado posterior del cerro Bayo, Villa La Angostura.

El cerro Bayo es una montaña de la cordillera de los Andes ubicada en el sudoeste de la provincia del Neuquén, Argentina.
Se encuentra a 9 km al noreste de la ciudad de Villa La Angostura, dentro de una zona donde predominan los lagos glaciares y la vegetación natural del bosque patagónico. La base tiene una altitud de 1050 m, y su mayor elevación es de 1782 m s. n. m.
Las condiciones climáticas son frías y húmedas, pero muy apacibles, debido a la protección que ofrecen los cerros circundantes y la moderación que otorga la enorme cuenca lacustre cercana. Las temperaturas mínimas de junio se acercan a los -4ºC y las máximas de octubre están alrededor de los 11 °C.[cita requerida]

## Turismo
El Cerro Bayo alberga un centro de esquí que cuenta con 24 pistas (dos para principiantes, diez para intermedios y doce para expertos) y nueve medios de elevación. Entre el 15 de junio y el 30 de octubre de cada año se desarrolla la temporada.

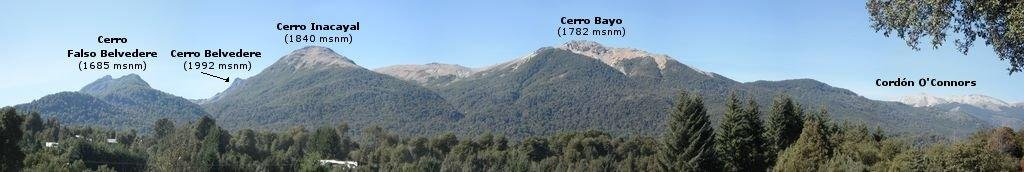
Panorámica.